# Charles Sidney Leary
Pour les articles homonymes, voir Leary.
Charles Sidney Leary (4 mars 1883-1950) est un homme politique canadien de la Colombie-Britannique. Il est député provincial libéral de la circonscription britanno-colombienne de Kaslo-Slocan de 1924 à 1928 et de 1933 à 1945.

## Biographie
Né en Angleterre, Leary opère une scierie à Nakusp en Colombie-Britannique. Durant la Première Guerre mondiale, il sert comme capitaine. De 1917 à 1918, il s'implique dans des opérations liées à la foresterie en Chypre, ainsi que comme marchand d'antiquités en Égypte. Il lègue ses acquisitions au Musée d'anthropologie de l'Université de la Colombie-Britannique. 
Élu en 1924, il est défait en 1928. Reprenant son siège en 1933, il est réelu en 1937 et sert comme ministre des Travaux publics de 1939 à 1941. Réélu en 1941, il est défait en 1945 alors qu'il est candidat de la coalition libérale-conservatrice.
Leary meurt d'une crise cardiaque en 1950, lors de vacances en à Manatee en Floride.
Le mont Leary près de Nakusp est nommé en son honneur.